# Meunasah Sukon
Meunasah Sukon is een bestuurslaag in het regentschap Aceh Barat Daya van de provincie Atjeh, Indonesië. Meunasah Sukon telt 1657 inwoners (volkstelling 2010).